# God & Guns
God & Guns je třinácté studiové album americké southern rockové skupiny Lynyrd Skynyrd. Album vyšlo v září 2009 pod značkou Roadrunner Records. Producentem alba byl Bob Marlette.

## Seznam skladeb
| Pořadí         | Název                    | Autor                                            | Délka |
| -------------- | ------------------------ | ------------------------------------------------ | ----- |
| 1.             | Still Unbroken           | Van Zant, Medlocke, Rossington, Thomasson        | 5:06  |
| 2.             | Simple Life              | Van Zant, Medlocke, Rossington, Steele           | 3:17  |
| 3.             | Little Thing Called You  | Van Zant, Medlocke, Rossington, Lowery           | 3:58  |
| 4.             | Southern Ways            | Van Zant, Medlocke, Lowery, Marlette             | 3:48  |
| 5.             | Skynyrd Nation           | Van Zant, Medlocke, Lowery, Marlette             | 3:52  |
| 6.             | Unwrite that Song        | Van Zant, Medlocke, Rossington, Steele, Mullins  | 3:50  |
| 7.             | Floyd (feat. Rob Zombie) | Van Zant, Medlocke, Rossington, Lowery           | 4:03  |
| 8.             | That Ain't My America    | Van Zant, Medlocke, Rossington, Warren, Warren   | 3:44  |
| 9.             | Comin' Back for More     | Van Zant, Medlocke, Rossington, Daly             | 3:28  |
| 10.            | God & Guns               | Jones, Meadows, Tower                            | 5:44  |
| 11.            | Storm                    | Van Zant, Medlocke, Rossington, Lowery, Marlette | 3:15  |
| 12.            | Gifted Hands             | Van Zant, Medlocke, Rossington, Lowery, Marlette | 5:22  |
| Celková délka: | Celková délka:           | Celková délka:                                   | 49:32 |

## Obsazení
- Johnny Van Zant – zpěv
- Daniel Maguire – kytara
- Gary Rossington – kytara
- Rickey Medlocke – kytara, doprovodný zpěv
- Mark Matejka – kytara, doprovodný zpěv
- Ean Evans – baskytara, doprovodný zpěv
- Robert Kearns – baskytara, doprovodný zpěv
- Michael Cartellone – bicí
- Billy Powell – klávesy
- Peter Keys – klávesy
- John 5 – kytara
- Rob Zombie – zpěv
- Michael Rhodes
- Greg Morrow
- Perry Coleman
- Jerry Douglas
- Bob Marlette
- The Honkettes (Dale Krantz Rossington & Carol Chase) – doprovodný zpěv
- Lisa Parade – aranže